# 鰲鼓濕地

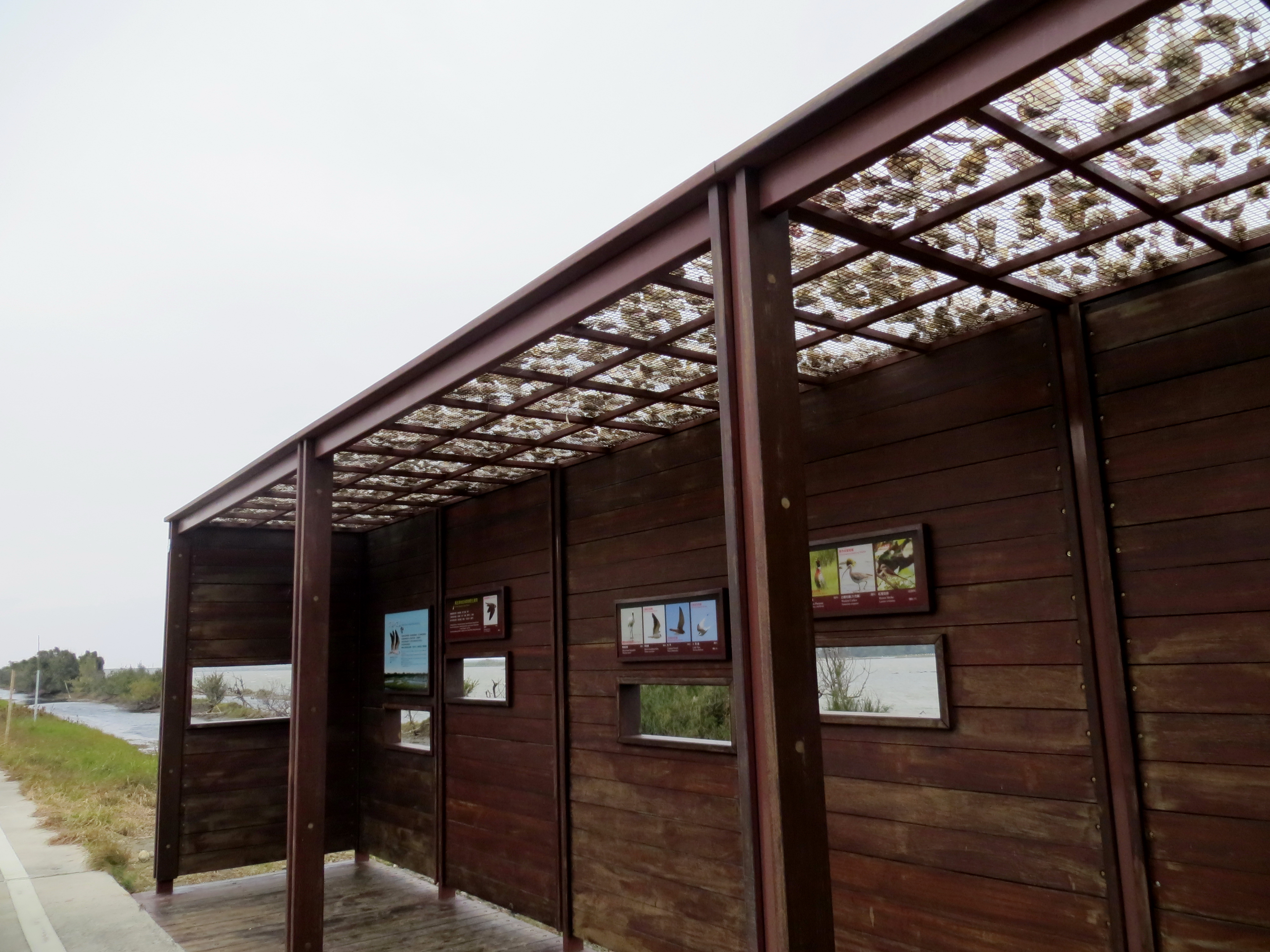
鰲鼓濕地的觀鳥屋

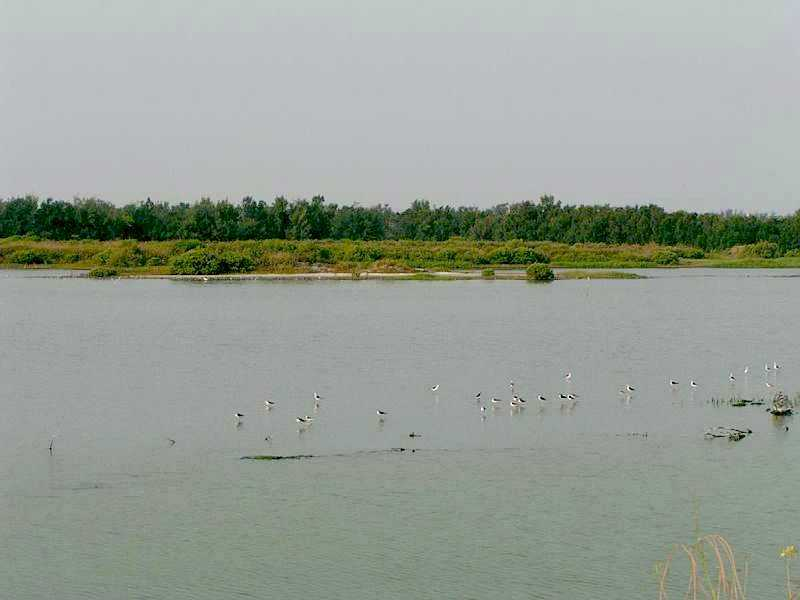
鰲鼓濕地水鳥

鰲鼓濕地為台灣嘉義縣東石鄉鰲鼓村沿海的濕地，目前為交通部觀光署「雲嘉南濱海國家風景區」、農業部林業及自然保育署鰲鼓濕地森林園區範圍與行政院核定之台灣沿海地區自然環境保護計畫「彰雲嘉沿海保護區計畫」之一般保護區，該濕地的管理單位為臺灣糖業股份有限公司嘉義區處，位置為於北港溪出海口南側，東自造林區起，西至事業海堤止，北自北港溪南堤防起，南至六腳大排堤防止，包括北邊的保安林及南邊的沼澤區。鰲鼓濕地在國家重要濕地名冊上登載的面積是512公頃，行政院農業委員會林務局在2010年結合濕地與平地造林區域設立為鰲鼓濕地森林園區，包含台灣糖業公司所屬的東石農場、鰲鼓農場及溪子下農場之土地，共計1470公頃，鰲鼓濕地森林園區，於2012年11月24日開園。由國立中山大學執行之鰲鼓濕地森林園區規劃案榮獲2011美國景觀建築協會「分析規劃領域專業組首獎」。這是台灣首獲全球景觀規劃最高榮譽的獎項。
由於先天環境條件，鰲鼓濕地具有相當多樣的生態環境與棲地型態，其中有蔗田、水稻田、防風林、沼澤地、淡水地、鹹水地、紅樹林、河口、及潮間帶等，此地的動物、植物種類繁多，每年具有許多稀有鳥類在此棲息繁殖，區內保育鳥類有東方白鸛、黑鸛、黑面琵鷺、唐白鷺、雀鷹、赤腹鷹、灰面琵鷺、魚鷹、諾氏鷸、彩鷸、小燕鷗、紅尾伯勞。並且鰲鼓濕地亦為候鳥的重要過冬區。經濟價值層面，鰲鼓濕地附近沿海具有極高產值的漁業資源，以文蛤與牡蠣為大宗，為台灣漁業的重要產區。
因其馬蹄形狀，鰲鼓濕地森林園區是從台灣衛星地圖最容易找到，台灣唯一受海堤圍阻，濱海卻不感潮的大型濕地。園區是台灣冬候鳥重要棲地，截至2016年2月紀錄，鳥種數57科262種佔全台約40％，看到黑翅鳶機率很高，最方便近距離看鸕鶿。此外，它更是農林漁牧多重產業經營的濕地，具有人工海埔新生地回歸自然的環境教育案例，屬於台糖公司私人土地轉化為生態旅遊與環境教育場域的貢獻。濕地鄰近空軍靶場，可見戰機當頭演練。

## 歷史
該地原非濕地，鰲鼓濕地的產生，為台灣1960年代政府推動開發海埔新生地，因此台糖東石鰲鼓農場選在嘉義鰲鼓圍堤造陸，後又因地層下陷而成為濕地。造陸時由於當時機器設備相當缺乏，因此主要是徵召囚犯（臺灣話：犯人兵仔 huān-lâng-ping-á）前來勞動，歷經5年與3億多元的經費，完成約1,000公頃的海埔新生地，並以10年時間將土地洗鹽淡化。但台灣西部過度開發與大量抽取地下水，1970年代左右台灣沿海地帶開始地層下陷，原可種植甘蔗的土地將近300公頃低於海平面，並且土地開始由於鹽化而無法進行農業用途。因此在逐漸恢復自然的情況下，加上候鳥可食用的動植物增加，逐漸使鰲鼓濕地成為鳥類的棲息地，嘉義縣政府於2008年將此地依野生動物保育法劃設為鰲鼓野生動物重要棲息環境，行政院農業委員會林務局於2012年11月24日設置鰲鼓濕地森林園區，內政部2015年1月28日公告鰲鼓重要濕地確認範圍。
至於「鰲鼓」之名稱，為「五股」從閩南話翻譯作中華民國國語時的美化（類似的情況可見於嘉義縣布袋鎮的「好美寮」，其閩南語名稱為「虎尾寮（臺灣話：Hóo-bué-liâu）」，或台南市的「德高里」，原應為「竹篙里（臺灣話：Tik-ko-lí）」，台南市鹽水區的「歡雅」，其實是「番仔寮（Huan-á-liâu）」）。台灣早期發展，墾首合股向官方領得某地或荒埔的墾照，共同出資，廣招墾丁，從事開墾。墾成後的地名，常以「股」為名。如台南有七股，而七股區中又有三股、九股，而台北五股附近也有六股、七股、十股、十三股。因此五股（臺灣話：Gōo-kóo）因音諧鰲鼓（臺灣話：Ngôo-kóo）方以此命名。眾說鰲鼓或為此地用鰲製鼓，或為海盜名稱其實皆不然。

## 鰲鼓溼地森林園區規畫

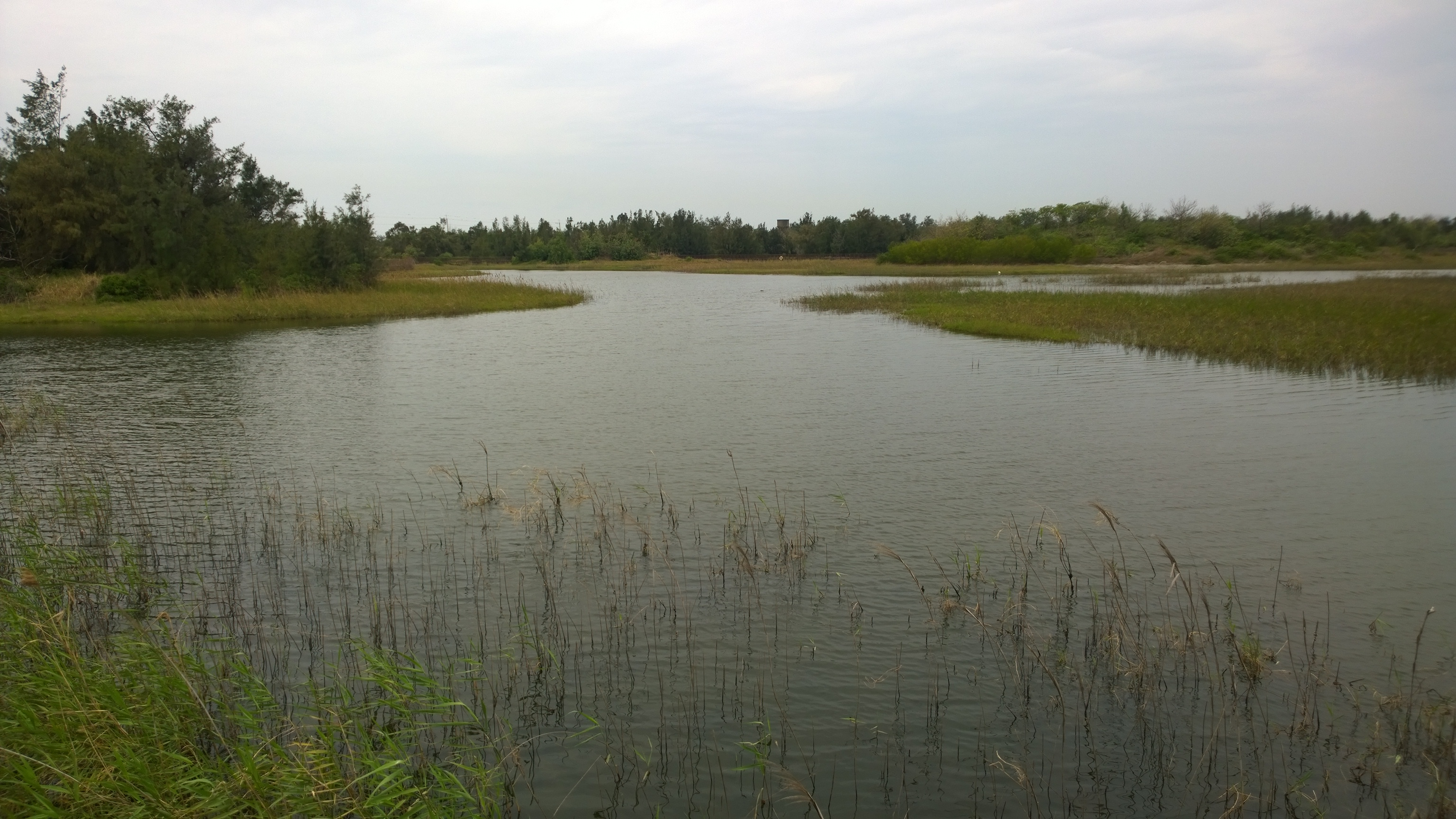
鰲鼓溼地

Seeding Aogu是園區的主要規劃理念，期望藉由平地造林計畫，不僅能夠有效的達到節能減碳及復育環境的目的，更能夠教育民眾尊重環境、保護生態，發揮「十年樹木、百年樹人」之精神。透過全區整體規劃，使鰲鼓濕地成為重要之環境教育中心，並提供完整的環境及生態體驗，結合永續生態在地循環的概念，讓鰲鼓濕地成為環境教育的一顆種子，提供對生態保育以及與環境共生的深層意義 。並提出了三個重點項目：
- 濕地與森林保育生態價值：鰲鼓同時具備濕地及森林兩大生態系統，對生態系統、區域性微氣候、物種、棲地多樣性及基因多樣性均扮演重要之角色，園區以保育濕地與森林為主要之核心價值。
- 西海岸自然教育中心之環境教育意義：透過規劃希望將鰲鼓濕地作為第一個西海岸平原型之自然教育基地，延伸觸口自然教育中心之對山林教育之能量，擴大推廣濕地與海岸、濕地與水資源等相關課程之環境教育領域，在「環境教育法」通過的同時，希望經由認知、學習與體驗，進而產生對濕地環境之認同及關懷，同時藉此提升全民自然美學之素養。
- 海岸至森林之資源櫥窗示範功能：台灣西海岸為傳統農業發展的主要區域之一，鰲鼓地區亦是農業生產及養殖產業之重鎮。隨著時代的變遷及產業的轉型，位於由海岸至森林水平最短距離的鰲鼓，足以做為台灣資源之櫥窗，同時，加上環境生態之價值，可做為環境治理之重要典範計畫。

## 獲獎記錄
有景觀界奧斯卡之稱的「美國景觀建築協會」ASLA ( American Society of Landscape Architects)於9月28日公佈了2011年的評選結果，由林務局委託中山大學規劃的「鰲鼓濕地森林園區」，勇奪分析規劃領域專業組首獎，這是台灣在此世界級大賽第一次獲此殊榮。本屆ASLA評審團認為，鰲鼓濕地森林園區規劃案是最優秀的水資源策略，引導過去開墾的海埔地逐步回歸自然，除了在景觀上的規劃考量外，更考慮到全球性候鳥遷徙路線等議題，這是一個思維清晰且能夠引起共鳴的規劃作品。

## 資料來源
1. ↑  . （原始内容存档于2015-01-06）.
2. 1 2  鰲鼓濕地森林園區
3. ↑  .   [2008-12-08]. （原始内容存档于2007-10-24）.
4. ↑  鰲鼓濕地森林園區 （页面存档备份，存于）.農委會林務局山林悠遊網
5. ↑  陳開明/姚江志.躍上國際 鰲鼓溼地園區開園 冠蓋雲集 （页面存档备份，存于）.自立晚報.2012-11-24
6. ↑   (PDF).   [2018年6月4日]. （原始内容存档 (PDF)于2020年9月29日）.
7. ↑  .   [2012-11-27]. （原始内容存档于2012-12-09）.
8. ↑  .   [2012-11-27]. （原始内容存档于2012-11-27）.

## 外部連結
- 《鰲鼓》--台灣的濕地..:::農委會自然資源與生態資料庫:::..
- 國家重要濕地 鰲鼓濕地
- 720度虛擬實境 - 東石鰲鼓溼地 （页面存档备份，存于）
- 台灣濕地保護聯盟 （页面存档备份，存于）
- 山林悠遊網 - 鰲鼓濕地森林園區 （页面存档备份，存于）
- 鰲鼓濕地不是世界七大，也不是亞洲或台灣最大濕地 （页面存档备份，存于）
- 鰲鼓濕地生態旅遊地特寫 （页面存档备份，存于）
- 鰲鼓生態資源豐富 交管守護濕地生態
- 嘉義縣鰲鼓野生動物重要棲息環境 （页面存档备份，存于）